# Aída Álvarez
Aída M. Álvarez (Aguadilla, Puerto Rico, 1949) es una periodista y política, fue la primera hispanapuertorriqueña en alcanzar un puesto en el Gabinete del gobierno de Estados Unidos.

## Biografía
Aída es originaria de Aguadilla, Puerto Rico de Héctor y Aurelia, de una familia de modestos recursos, quien a pesar de sus dificultades siempre la animaron a seguir sus sueños. Después de recibir su educación primaria en Puerto Rico, su familia se trasladó a la ciudad de Nueva York, con la esperanza de mejorar su situación económica. En Nueva York, asistió a la escuela media, y participó en un programa llamado "ASPIRA". "ASPIRA" fue fundada por la Dra. Antonia Pantoja, y ha ayudado a los niños desfavorecidos, especialmente las niñas, el aumento de la capacidad de liderazgo, y conocimientos necesarios para ir a la Universidad.
Aída solicitó y fue aceptada en la Universidad Harvard donde en 1971 obtuvo su licenciatura cum laude en Artes. Durante sus años de estudiante, muchas personas le proporcionaron apoyo.

## Periodista delNew York Post
Aída inició su carrera de periodismo para el New York Post, habiendo obtenido un "Galardón por Primera Página". Más tarde, se convirtió en reportera de noticias y ancla para Metromedia Television (Canal Cinco) también en Nueva York. En 1982, ganó el Premio de la Associated Press de la Excelencia, y fue nominada para un Emmy Award por sus informes de actividades guerrilleras en El Salvador.
Aída se aventuró en el negocio de banca al convertirse en banquera de inversión en el First Boston Corp. y en el Bear Stearns. Como servidora pública, pasó dos años en la Corporación de Salud y Hospitales, de la ciudad de Nueva York . También fue comisionada en la Comisión de Revisión de Normas de Nueva York, y miembro del Comité de la Alcaldía (NYC) de Nombramientos. En junio de 1993, fue nombrada Directora de la Oficina Federal de Supervisión de Empresas de Vivienda. Y creó un Programa de Supervisión de Seguridad y Solidez financiera, para Fannie Mae y Freddie Mac.

## Small Business Administration

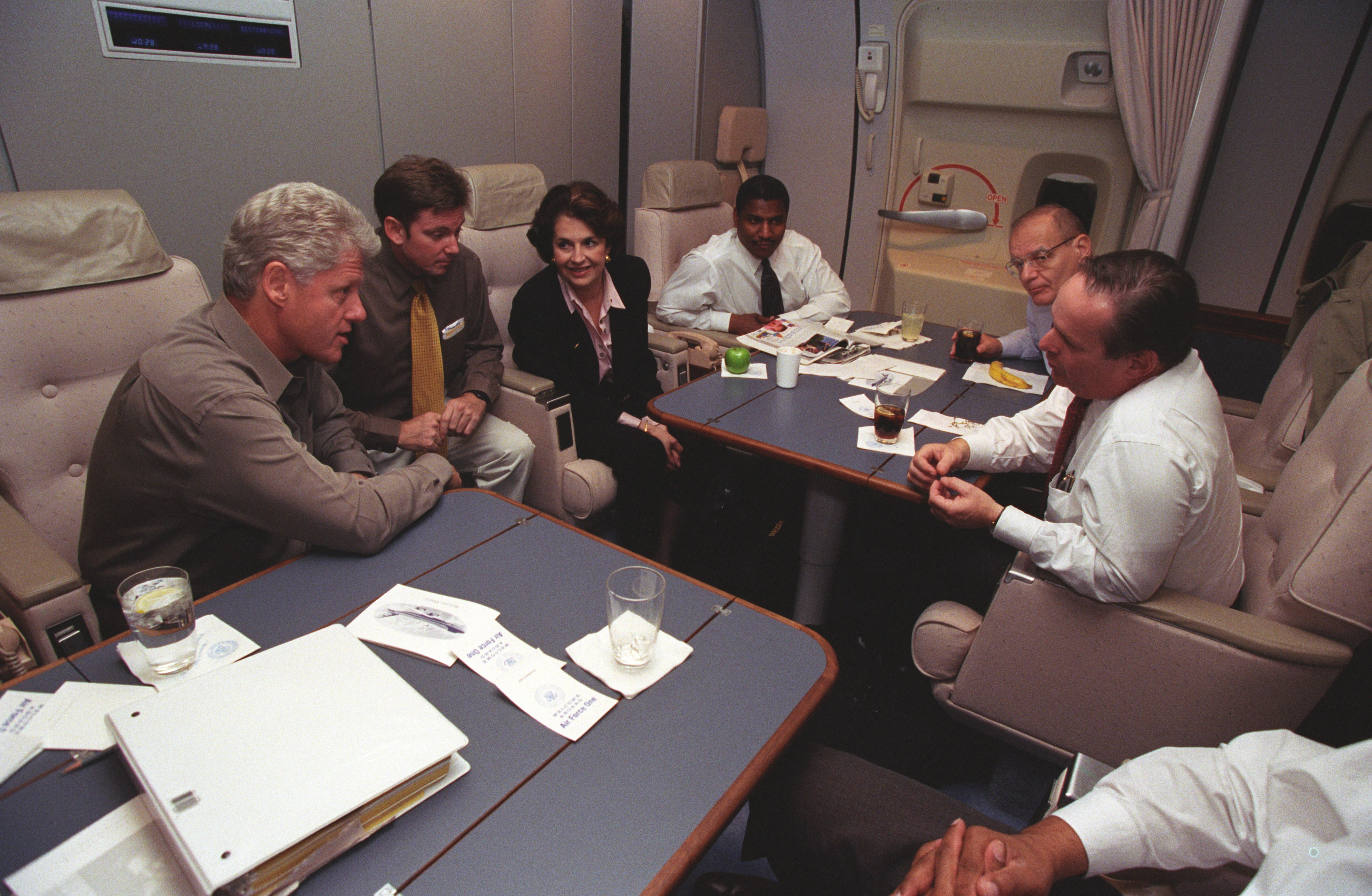
Reunión en el Air Force One del presidente Bill Clinton con asesores en 1999. De derecha a izquierda, Al From, Richard Riley, Rodney Slater, Aida Alvarez y Kirk Hanlin.

En 1997, fue designada por el Pte. Bill Clinton, Administradora de la Small Business Administration (Administración de PYMEs, convirtiéndose así en la primera mujer hispana y puertorriqueña en servir como oficial ejecutiva en el Gabinete del Gobierno de EE. UU. Allí dirigió la entrega de un amplio conjunto de programas financieros y de desarrollo empresarial para las PYMEs estadounidenses. La Agencia proporcionó financiamiento por once mil millones de dólares, al año, a las pequeñas empresas en todo el país.
En 2000, Aída fue elegida miembro de la Junta de Supervisores de la Universidad Harvard. Su función consistió en visitar las Escuelas de postgrado, los Departamentos y los Museos de la Universidad, para consolidar su rol como lugar de aprendizaje. También es miembro del Fideicomiso Nacional para la Preservación Histórica, la Coalición para la Vivienda de Apoyo, y presente en el Consejo de Administración de la Fundación Comunitaria Latina.
Durante la elección presidencial de 2004, Aída fue nombrada portavoz oficial del senador John Kerry. Aída se reunía habitualmente, con Kerry, durante sus días como administradora en la Administración de Pequeños Negocios. Así se habituó a su trabajo en el Senado de los Estados Unidos, actuando en el diseño de desarrollo de la pequeña empresa. A partir de enero de 2008, Aída se ocupó en el Consejo de Administración de Wal-Mart.

Álvarez ha aparecido en numerosas revistas, entre ellas "Latina Style" y apareció en el libro "Hard Won Wisdom" de Fawn Gerner, donde se cita 
"Tomé conocimiento del liderazgo cuando me enfrenté de nuevo, con una líder de la banda femenina, que trató de intimidarme."

## Vida personal
Álvarez está casada con Raymond Baxter, un vicepresidente senior de la Kaiser Permanente. Tienen dos hijas.